# 茶叶悖论

蓝线是把茶叶从中间推向边缘的第二波流。

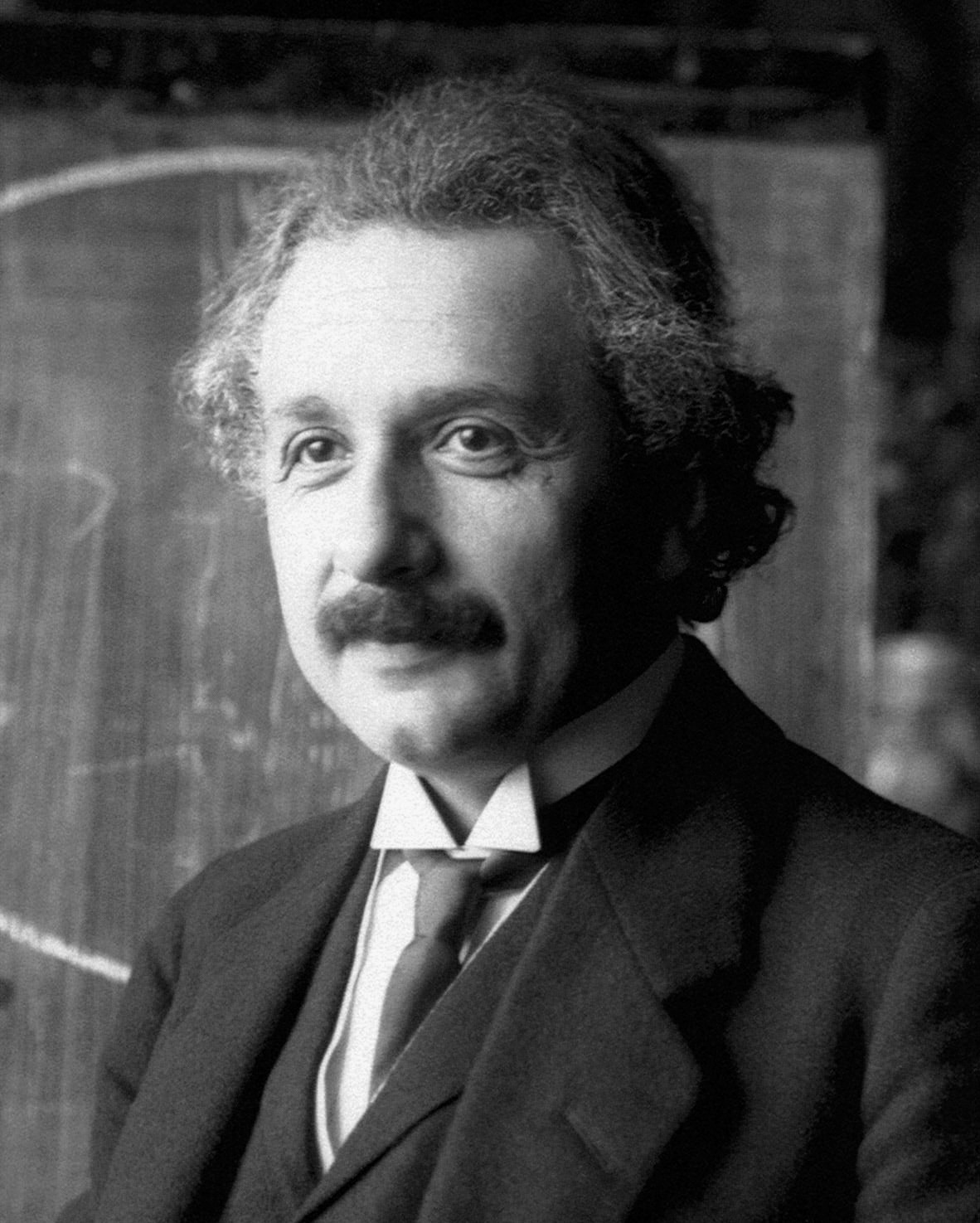
阿尔伯特·爱因斯坦 在1926年对这个悖论进行了解答。

茶叶悖论描述的现象是茶叶在茶杯中的茶当被搅动后，茶叶回游到杯底的中央，而非预想的在螺线型离心力作用下被推动到杯底的边缘。最初的解释来自于阿尔伯特·爱因斯坦1926年一篇用于解释河岸侵蚀问题（拜尔定律）的论文。

## 解释
搅动液体使其在杯中旋转，为了维持这个旋转运动必须对液体提供向心力（类似于用绳子拉着小球做圆周运动，必须有绳子的张力作为小球运动所需的向心力）。于是液体的表面形成了外围高、中心低的形状，这样液体中外围的压强较大，中心的压强较小，这个压强差，准确地说叫压力梯度，提供了液体所需的向心力。如果全部的液体像一个固体一样整体旋转，那么压力梯度提供的向心力可以等于液体旋转所需的向心力，达到一种动态平衡，液体既不会向内运动也不会向外运动。
然而，靠近底部的液体由於與杯底的摩擦而速度减慢，这被称为边界层或更确切为埃克曼层 。在这些地方由于速度的减慢，向内的压力梯度比向外的旋转惯性要大，因而压力梯度力占据主导，底部产生了一个向内的流动。向上一些的地方，液体则流向外侧。这个二次流沿底部流向中央，然后向上，然后向外，在边缘附近向下。它把边缘外部的茶叶聚集到中央，由于茶叶的重量无法上升，所以它们停留在底部中心。结合旋转的主流的作用，这些茶叶将沿底部向内螺旋。

## 应用
这个现象已经被用于一项从血浆中分离红细胞的新技术 并用于对大气压力系统的理解。